# Déforestation en Haïti

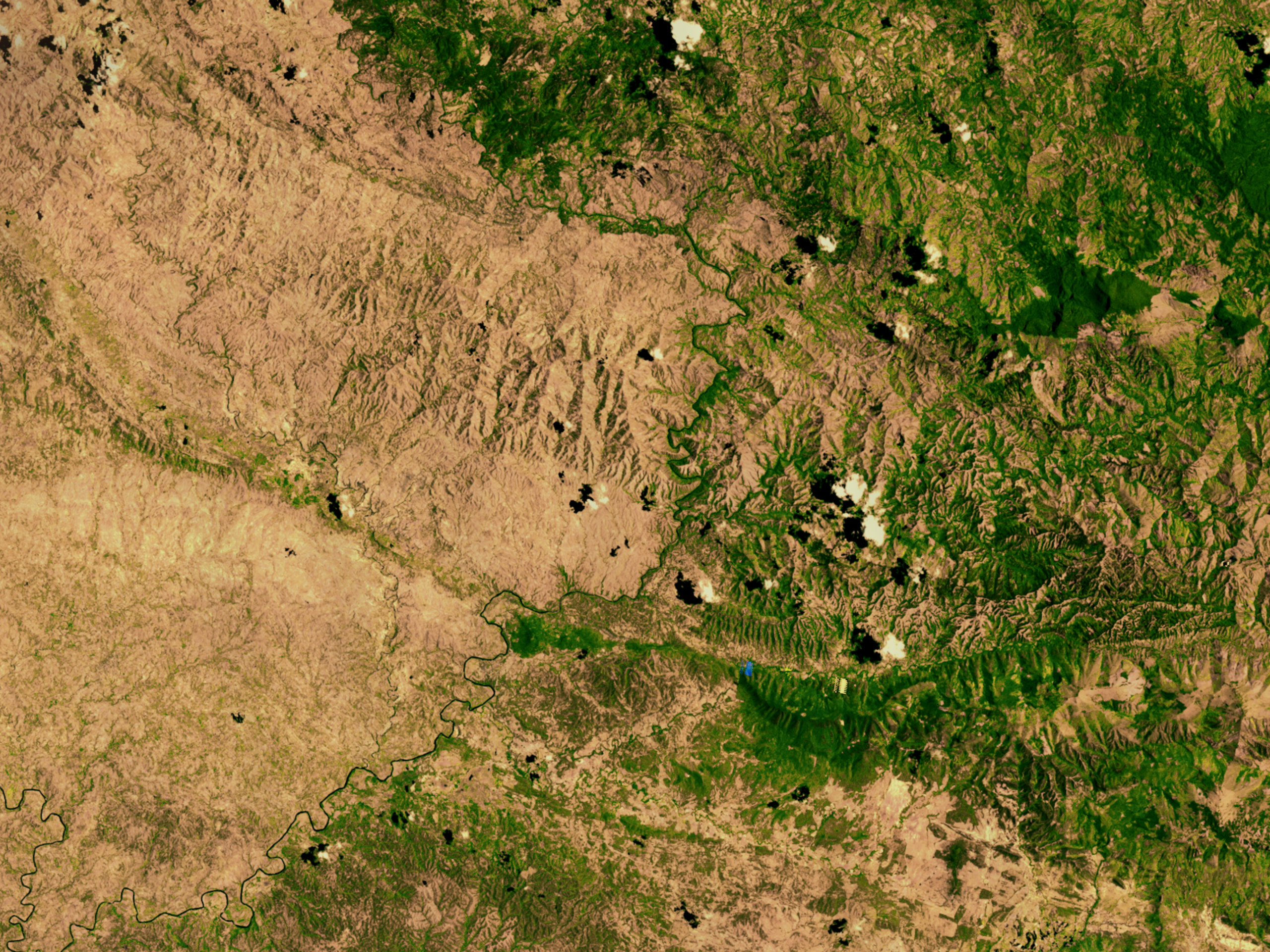
La limite de déforestation entre Haïti (à gauche) et la République Dominicaine (à droite) est visible depuis l'espace.

La déforestation en Haïti est la destruction progressive de la végétation d'Haïti par les différentes générations, mais aussi par des éléments naturels. Se continuant au XXIe siècle, son ampleur et ses diverses conséquences permettent de parler de « désastre écologique ».

## Historique
Lors de la découverte d'Hispaniola par Christophe Colomb au XVe siècle, on estime que 80 % de l'île était boisée.
Dès l'époque de la colonisation française, la révolution du café de Saint-Domingue à partir de 1730, qui produit la moitié du café mondial et accélère l'histoire de la culture du café, entraîne une course spéculative à l'achat de terres sur les mornes, ce qui acidifie les sols et provoque une érosion. La culture du café a occupé un quart de la superficie haïtienne.
À la suite de l'indépendance d'Haïti, le pays doit payer une très lourde indemnité à la France, de 150 millions de francs-or. Le pays exporte des bois pour payer cette dette.
En 1923, il est reporté que les forêts couvraient près de 60 % du pays. De source incertaine, cette information semble liée à l'Occupation d'Haïti par les États-Unis.[réf. nécessaire]
Pendant la Seconde Guerre mondiale, les Américains participent à la déforestation en plantant de l'hévéa, nécessaire à la poursuite de la guerre.
Sous la dictature de François Duvalier et Jean-Claude Duvalier, l'exploitation industrielle des bois est mise en place, sans que le reboisement soit organisé.
Au XXIe siècle, l'extrême pauvreté des Haïtiens les pousse à défricher la forêt pour faire place à de l'agriculture vivrière. De plus, le charbon de bois est toujours la principale source d'énergie[réf. nécessaire].
En 1954, l'ouragan Hazel tua plus de 1 000 personnes en Haïti, détruisit plusieurs villes et villages ainsi qu'environ 40 % des caféiers et 50 % des cacaoyers.
En 2006, une information estime que les forêts couvrent moins de 2 % de la superficie haïtienne,. Bien que largement reprise par les médias, elle semble cependant remise en question, et des études par imagerie satellite de 2010 estiment plutôt aujourd'hui cette couverture aux alentours de 30%. Tout ceci reste sujet à controverse, notamment sur la différenciation entre forêt et forêt primaire qu'Haïti aurait presque perdue en totalité représentant moins de 1 % du pays en 2016 . Jusqu'à récemment, le gouvernement a peu fait pour arrêter la déforestation.

## Causes principales
Haïti n’a pas toujours été une terre dévastée par la coupe effrénée des arbres d’après nos historiens[Lesquels ?]. Elle était habitée par les Arawaks et les Taïnos avant l’arrivée de Christophe Colomb en 1492 au môle Saint-Nicolas. Ces indigènes vivaient des fruits de la terre et s’adonnaient à la chasse et à la pêche. Ils étaient moins d’un million d’habitants sur toute l’île. « Nos forêts où abondent des arbres fruitiers de toutes sortes les dispensaient des travaux pénibles de l'agriculture. Ils se livraient plutôt à la pêche et à la chasse dont les produits, avec la patate, le maïs et la cassave, servaient à leur alimentation ». En effet, ceci explique pourquoi la coupe des arbres à des fins agricoles n’était pas leur préoccupation. De plus, ils ignoraient l’existence d’autres mondes pour pouvoir faire du commerce avec eux. L’arrivée des conquistadors espagnols a changé beaucoup de choses sur l’île. 
Selon Paul Moral dans «Le Paysan Haïtien», la colonisation qui a enrichi la flore à Saint Domingue y avait également amorcé le déboisement, surtout après 1770 avec les progrès rapides et quelque peu désordonnés de la spéculation caféière. Les auteurs de la fin de la période coloniale dénonçaient déjà les méfaits de la déforestation des mornes. « Des forêts  entières furent abattues pour céder leur place à l’arbuste qui semble s’être approprié toutes les montagnes de la colonie ». Après 1804, le déboisement allait prendre une allure dévastatrice. Repris sur le site bureau des mines.
Tout au long de l’histoire haïtienne il y eut deux sortes de déboisement : un déboisement parasitaire d’origine urbaine, et un déboisement fondamental d’origine paysanne. Le premier s’est surtout manifesté par des coupes massives de bois d’œuvre et de bois tinctoriaux destinés à l’exportation (acajou, campêche, etc.) qui se sont poursuivis pendant environ un siècle jusqu’à épuisement quasi total des réserves. En 1887, les exportations de campêche (140 000 tonnes) se tenaient au premier rang avant même les exportations caféières.
À partir de l’époque de la première guerre mondiale l’exportation de bois a pratiquement cessé mais le déboisement d’origine urbaine a persisté au profit de la fabrication de la chaux, du charbon de bois, pour l’alimentation en combustible et en madriers des chemins de fer des plaines de l’Artibonite et du Nord, pour les besoins de la construction (bois d’étayage et bois d’œuvre) pour les usines de poteries et briqueteries et pour l’alimentation des guildives. 
Le déboisement d’origine paysanne a comme origine l’extension de la petite exploitation agricole à cause de la démographie. (Jean André Victor, 1997).
En Haïti, malheureusement  certaines des fonctions mentionnées plus haut prennent le pas sur d’autres. C’est le cas en particulier de la fonction économique. En effet, la production de bois pour la combustion est considérée comme le principal rôle économique des arbres en Haïti.  Le bois sous  forme directe ou transformé en charbon satisfait 72 % des besoins énergétiques du pays estimé à 2 millions de tonnes équivalent en pétrole (TEP). Cette pratique énergétique constitue l’une des principales causes de déboisement des montagnes avec toutes les conséquences que l’on connaît.

## Conséquences
La déforestation a entraîné l'érosion du sol, ce qui a diminué les rendements agricoles et entraîné des glissements de terrain meurtriers en raison des pluies diluviennes qui ravinent et déferlent faute d'avoir été absorbées ou au moins freinées par la nature environnante.
L'environnement naturel dans les villes est écrasé par la présence de l'homme et souffre du manque d'assainissement. De vastes bidonvilles, en particulier autour de la capitale, Port-au-Prince, sont peuplés de personnes vivant dans la misère et l'insalubrité. La nature recule profondément face à la surpopulation urbaine et péri-urbaine.
La déforestation entraine aussi l'émergence et l'apparition de zones arides, alors que dans une période récente, ces zones, situées en zones climatiques tropicales, étaient fortement arrosées par des précipitations régulières. Sur la côte, les terres reculent encore plus vite face à la mer, victimes de cette forte érosion des sols.      

## Approche globale des conséquences de la déforestation en Haiti
(septembre 2015).
La coupe des arbres contribue à rendre plus vulnérable le milieu haïtien et la déforestation a un impact significatif sur l'intégrité des écosystèmes dans le monde entier (Achard et al, 2002; Nepstad et al, 1999).
Conséquence pour Haïti
Socio-économique
Sur le plan socio-économique, le déboisement provoque la chute considérable des systèmes de productions, le chômage pour les agriculteurs et  donc la pauvreté accrus. Depuis 1975, les surfaces cultivables ont diminué de moitié en Haïti alors que plus de 70 % de la population pratique une agriculture de survie et 80 % vit avec moins de 2 dollars par jour. De plus quand viennent des catastrophes liées à la déforestation, ceux-ci augmentent les charges de l’état qui est toujours en situation de gérer l’urgence selon EDDY Saint-gilles.  
Les dommages causés par le déboisement démesuré dans le Parc Macaya sont estimés à plus de 19 millions de dollars américains chaque année, selon des chercheurs de l’Université de Floride. 
Dégradation et appauvrissement des sols
Le déboisement accentue l’érosion des sols haïtiens déjà pentus. Environ 40 millions tonnes de sols s’en vont dans la mer chaque année, soit une perte estimée à près d’un million dollars annuellement.
Malgré tous les avantages tirés de l’exploitation des ressources ligneuses d’Haïti (source de revenus pour une grande majorité de la population des villes et des campagnes, économie de devises fortes évaluées en dizaines de millions de dollars américains), il est évident que cette forme d’exploitation minière (les prélèvements sont de loin supérieurs aux régénérations) conduit le pays à une catastrophe écologique qui se manifeste déjà sous plusieurs formes (ensablement des barrages, lessivage des sols fertiles, obstructions des canaux de drainage, inondation des parties basses, sécheresse prolongée, etc.).
Le milieu
L’érosion des sols et le déboisement ont déjà créé de nombreux réfugiés environnementaux parmi la population haïtienne. En 2007, les pluies diluviennes d’octobre ont affecté la vie de 700 000 enfants et de 1,4 million d’Haïtiens, selon Véronique Tavau, porte parole de l’UNICEF à Genève. 45 morts ont été enregistrés et 7000 familles sinistrées. Quelques jours après, Noël frappait l’île de Kiskeya faisant plus de 62 morts, 16 blessés, 105 disparus, 10 226 familles sinistrées, 18712 personnes placées dans des centres d’hébergement et 1853 maisonnettes ont été détruites et 8735 endommagées.
L’impact de la production du   bois énergie sur la dégradation de l’environnement rural est très mal connu malgré toutes les opinions fantaisistes qui circulent sur la question.  Toutefois, les forces qui poussent vers la dégradation et qui se nomment pression démographique, pauvreté extrême et insécurité foncière sont bien connues.  C’est pourquoi, il convient de distinguer entre la dégradation sans le bois énergie la dégradation par le bois énergie. (Jean André Victor, 1997).
La dégradation sans le bois énergie intervient  lorsqu’elle est pratiquée pour faciliter la plantation de caféiers, pour la récolte de bois d’œuvre destinés à l’exportation et pour permettre l’implantation de cultures vivrières.  Cette déforestation combinée aux actions des pluies tropicales, à la forte proportion des pentes abruptes et à l’absence de pratiques conversationnistes produit l’érosion. L’accumulation  des quantités énormes de sols dans les plaines à un rythme trop rapide provoque le mauvais drainage des sols qui en accumulant trop de sels conduit à la salinisation de ceux-ci. La salinisation des sols est un des principaux facteurs conduisant à la désertification.  
La dégradation par le bois énergie intervient lorsqu’on pratique la surexploitation de certaines aires de production, l’exploitation de la mangrove et de la montagne humide. Le fait de ne disposer d’aucune connaissance   sur le potentiel de production durable de charbon de bois constitue aussi une forme de dégradation. En effet, les sites, les superficies, les rendements, les espèces et les fréquences de coupe sont totalement inconnus. (Jean André Victor, 1997).
La biodiversité en Haïti
La déforestation contribue à fragiliser considérablement les ressources naturelles, si l'on en croit l'agronome Norris. Aussi, assiste-t-on à l'érosion du sol, à la diminution des ressources en eau puisque l'infiltration de l'eau dans le sol baisse.
-	Des espèces (fruitières, forestières, herbacées…) sont en voie de disparition, menacées ou devenues rares.
-	Au niveau de la faune: 10/17 espèces endémiques (mammifères, reptiles et oiseaux ont déjà disparu. 
Pour M. Norris, l'abattage des arbres contribue à détruire l'équilibre de l'écosystème. « Un arbre, c'est un point d'interaction entre différentes ressources. À travers ses racines, il retient le sol. Il joue aussi un rôle important dans la régulation du cycle de l'eau. C'est enfin un élément qui sert d'abri à la flore et à la faune. Bref c'est un élément régulateur des autres ressources naturelles que sont la terre, l'eau, l'air, la flore et la faune», dit-il. 
« La coupe effrénée des arbres du parc Macaya commence à avoir des incidences négatives sur des zones avoisinantes. Randel, un village limitrophe, est aujourd’hui menacé d’une catastrophe semblable à celle qu’a connue Gonaïves en septembre 2004 ». 
Conséquence au-delà des frontières d’Haïti
En Hiver, des espèces d’oiseaux migrateurs évitent le Canada et voyagent vers d’autres régions y compris les Caraïbes à la recherche de climat plus chaud. Durant les haltes migratoires ou bien arrivé à destination, si l’habitat est endommagé ou perdu, les conséquences peuvent être considérables. C’est le cas par exemple de l’une des espèces clés, comme la grive de Bicknell, l’oiseau migrateur chanteur qui se reproduit dans le nord-est d’Amérique du Nord dont on estime que 90 % de la population mondiale hiverne sur l'île d'Hispaniola, où la perte d'habitat en cours est un problème grave. En témoigne un étudiant en agronomie à l’UNIQ «L'environnement haïtien est tellement dégradé qu'il ne constitue plus un refuge pour ces espèces si sensibles aux pays tropicaux» (Le Nouvelliste, 23 octobre 2008).
Quand un touriste qui vient de importe quelle région du monde se rend en Haïti parce qu’il s’intéresse à notre culture ou pour visiter nos paysages, ces conséquences néfastes de la déforestation lui empêchera de jouir pleinement de tout ce que la biodiversité Haïtienne pourrait offrir comme spectacle ou en termes de services écosystémiques.
L’importance des arbres va plus loin que quand on les coupe en Haïti à des fins agricoles, pour le commerce ou pour la combustion. L'importance de nos arbres est indéniable. La déforestation d’un lieu que ce soit affecte la terre entière de manière néfaste. Les arbres sont les poumons de la terre.
Cela nous ramène à toujours dépendre de l’aide internationale lors des catastrophes dans les régions vulnérabilisées par les conséquences de la déforestation.

## Projets
Dans les années 1980, le projet Pied-bois (Projè Pyebwa en créole haïtien) avait permis de planter environ 25 millions d'arbres, mais pour chaque arbre planté, beaucoup plus étaient coupés, d'où un échec de ce projet.
En 1999, un plan d'action pour l'environnement, a proposé d'arrêter la déforestation, en développant des sources de carburants alternatives. Jusqu'ici, cependant, l'instabilité politique et le manque de financement ont limité l'impact de cet effort de réforme. 
En 2010, après le tremblement de terre d'Haïti de 2010, le Québec s'est associé au projet "Ti gren fe gwo pyebwa" (petites graines font de grands arbres (plantation)).

## Flore menacée

### Espèces en danger critique d'extinction (CR)
Six espèces :
Attalea crassispatha, Manilkara gonavensis, Nectandra caudatoacuminata, Nectandra pulchra, 
Pseudophoenix lediniana et Juniperus gracilior subsp. ekmanii.

### Espèces en danger (EN)
Six espèces :
Copernicia ekmanii, Ekmanianthe longiflora, Guaiacum officinale, Guaiacum sanctum, Juniperus gracilior subsp. gracilor, Pouteria hotteana.

### Espèces vulnérables (VU)
Dix-sept espèces :
Albizia berteriana, Albizia leonardii, Antirhea radiata, Calyptranthes ekmanii, Catalpa brevipes, Cedrela odorata, Cinnamomum parviflorum, Cleyera bolleana, Cleyera vaccinioides, Guarea
sphenophylla, Huertea cubensis, Juglans jamaicensis, Manilkara valenzuelana, Mappia racemosa,
Picrasma excelsa, Podocarpus aristulatus, et Senna domingensis.

### Sources
1. 1 2 3 4 5 6 7  Laurent Ribadeau Dumas, « Haïti a perdu 98 % de ses forêts en moins de trois siècles », sur France Info, 12 juin 2016 (consulté le 29 avril 2019).
2. ↑  (en) « Library of Congress – Federal Research Division Country Profile: Haiti, May 2006 », sur web.archive.org, 25 juin 2015 (consulté le 26 août 2019)
3. ↑  « #EnviroSociety Haiti Is Covered with Trees », sur #EnviroSociety (consulté le 28 mai 2016)
4. ↑  (en) S. Blair Hedges, Warren B. Cohen, Joel Timyan et Zhiqiang Yang, « Haiti’s biodiversity threatened by nearly complete loss of primary forest », Proceedings of the National Academy of Sciences, vol. 115, no 46,‎ 29 octobre 2018, p. 11850–11855 (ISSN 0027-8424 et 1091-6490, DOI 10.1073/pnas.1809753115, lire en ligne, consulté le 26 août 2019)
5. ↑  (en) « The Link Between Deforestation and Poverty - BORGEN », sur BORGEN, 30 novembre 1 av. J.-C. (consulté le 21 août 2020).
6. ↑  « 19% of reptiles facing extinction », sur Times of Malta (consulté le 21 août 2020).
7. ↑  Mission de reconstruction Haïti 2010